# Vitrímero
Los vitrímeros  son una clase de plásticos, que se derivan de polímeros termoestables (termoestables) y son muy similares a ellos. Los vitrímeros consisten en redes moleculares y covalentes, que pueden cambiar su topología mediante reacciones de intercambio de enlaces activadas térmicamente. A altas temperaturas pueden fluir como líquidos viscoelásticos, a bajas temperaturas las reacciones de intercambio de enlaces son inconmensurablemente lentas (congeladas) y los vitrímeros se comportan como termoestables clásicos en este punto. Los vitrímeros son fuertes formadores de vidrio. Su comportamiento abre nuevas posibilidades en la aplicación de termoestables como la autocuración o la simple procesabilidad en un amplio rango de temperaturas.
Los vitrímeros se denominaron por primera vez como tales a principios de la década de 2010 por el investigador francés Ludwik Leibler, del ESPCI Paris (CNRS), aunque los sistemas de polímeros termoestables que eran procesables en virtud de los cambios de topología dentro de las redes covalentes mediadas por las reacciones de intercambio de enlaces fueron desarrollados previamente por James Economy's. grupo en UIUC en la década de 1990, incluida la consolidación de láminas compuestas termoestables. Además, el grupo de Economía realizó estudios que emplean espectrometría de masas de iones secundarios (SIMS) en capas de vitrímero deuterado y no deuterado completamente curado para discriminar las escalas de longitud (<50 nm) para la interdifusión física entre átomos constituyentes de vitrímeros, proporcionando evidencia para eliminar la interdifusión física de cadenas de polímeros como mecanismo de gobierno para la unión entre capas de vitrímero.
Además de las resinas epoxi basadas en diglicidil éter de bisfenol A, se han utilizado otras redes de polímeros para producir vitrímeros, como poliésteres aromáticos, ácido poliláctico (polilactida), polihidroxiuretanos, aceite de soja epoxidado con ácido cítrico y polibutadieno.

## Principio funcional
Vidrio y formador de vidrio
Si la masa fundida de un polímero amorfo (orgánico) se enfría, se solidifica a la temperatura de transición vítrea Tg. Al enfriarse, la dureza del polímero aumenta en la vecindad de Tg en varios órdenes de magnitud. Este endurecimiento sigue la ecuación de Williams-Landel-Ferry, no la ecuación de Arrhenius. Los polímeros orgánicos se denominan formadores de vidrio frágil. El vidrio de silicio (p. Ej., Vidrio de ventana) está etiquetado en contraste como un formador de vidrio fuerte. Su viscosidad cambia muy lentamente en las proximidades del punto de transición vítrea Tg y sigue la ley de Arrhenius. Esto es lo que permite el soplado de vidrio. Si se intentara dar forma a un polímero orgánico de la misma manera que el vidrio, al principio se licuaría firme y completamente muy ligeramente por encima de Tg. Para un soplado de vidrio teórico de polímeros orgánicos, la temperatura debe controlarse con mucha precisión.
Hasta 2010, no se conocían formadores de vidrio fuertes orgánicos. Los formadores de vidrio fuertes pueden moldearse de la misma manera que el vidrio (dióxido de silicio). Los vitrímeros son el primer material descubierto de este tipo, que puede comportarse como un fluido viscoelástico a altas temperaturas. A diferencia de los fundidos de polímeros clásicos, cuyas propiedades de flujo dependen en gran medida de la fricción entre los monómeros, los vitrímeros se convierten en fluido aviscoelástico debido a las reacciones de intercambio a altas temperaturas, así como a la fricción de los monómeros. Estos dos procesos tienen diferentes energías de activación, lo que resulta en un amplio rango de variación de viscosidad. Además, debido a que las reacciones de intercambio siguen la Ley de Arrhenius, el cambio de viscosidad de los vitrímeros también sigue una relación de Arrhenius con el aumento de la temperatura, que difiere mucho de los polímeros orgánicos convencionales.

## Aplicaciones
Hay muchos usos imaginables sobre esta base. Una tabla de surf de vitrimers podría tener una nueva forma, los arañazos en la carrocería de un automóvil podrían curarse y podrían soldarse elementos de caucho sintético o plástico reticulados. Los vitrímeros que se preparan a partir de la metátesis de dioxaborolanos con diferentes polímeros que están disponibles comercialmente, pueden tener una buena procesabilidad y un rendimiento sobresaliente, como resistencia mecánica, térmica y química. Los polímeros que se pueden utilizar en dicha metodología varían desde poli (metacrilato de metilo), poliestireno, hasta polietileno con estructuras robustas de alta densidad y reticuladas, lo que hace que este método preparativo de vitrímeros pueda aplicarse a una amplia gama de industrias. El trabajo reciente financiado por la NASA sobre adhesivos reversibles para ensamblaje en el espacio ha utilizado un sistema de vitrímero de alto rendimiento llamado copoliéster termoendurecible aromático (ATSP) como base para recubrimientos y compuestos que se pueden unir de forma reversible en estado sólido, proporcionando nuevas posibilidades para el ensamblaje de grandes estructuras complejas para exploración y desarrollo espacial.